# سسار لرنر
سِسار لِرنر (اسپانیایی: César Lerner‎) موسیقی‌دان و آهنگساز آرژانتینی است. از فیلم‌هایی که وی در آن نقش داشته است، می‌توان به ناین کوئینز و سیگنال اشاره نمود.